# 11392 Paulpeeters
11392 Paulpeeters eller 1998 WC3 är en asteroid i huvudbältet som upptäcktes den 19 november 1998 av OCA–DLR Asteroid Survey (ODAS). Den är uppkallad efter den belgiske amatörastronomen Paul Peeters.
Asteroiden har en diameter på ungefär 8 kilometer och den tillhör asteroidgruppen Padua.